# Redbone coonhound

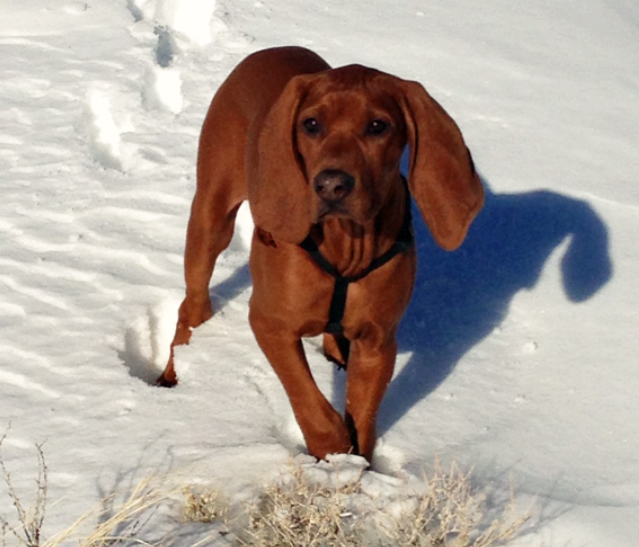
Joven redbone en la nieve

El Redbone Coonhound (Cazador de .mapaches rojo) es una raza estadounidense de perros de caza de tipo sabueso muy utilizado en la caza del oso, mapache o puma.
Su agilidad le permite cazar en planicies y montaña, pudiendo trabajar como perro de aguas, pero también como perro guardián en una casa o finca.

## Ejemplares famosos
- Perro de la novela Where the Red Fern Grows, sobre dos perros y su dueño, escrita por Wilson Rawls en 1961.
- Perro de  Ryan Steele, de VR Troopers.
- The Hound That Thought He Was a Raccoon, historia sobre un cachorro criado en una familia de mapaches. Película de 1960 de Walt Disney.